# Castello di Guiglia
Das Castello di Guiglia ist eine Burg aus dem 14. Jahrhundert in der Gemeinde Guiglia in der italienischen Region Emilia-Romagna. Sie liegt an der Via Voltone und war die verschwenderische Residenz der Markgrafen von Montecuccoli. Wie alle alten Siedlungen war es in blutigste Kriege zwischen den einzelnen Fraktionen verwickelt und wurde durch Brände und Erdbeben beschädigt. Die unterschiedlichen Burgherren ließen das Gebäude nach und nach verändern.

## Geschichte und Beschreibung
Um 1630 ließ der Markgraf Francesco Montecuccoli mit einer radikalen Restaurierung beginnen, die aus der alten Burg eine verschwenderische Adelsresidenz für seine Familie machte.
Bei dieser Gelegenheit wurde die Zugbrücke abgebaut und das alte Osttor verschlossen, die Wohnräume erweitert, und ein neuer, prestigeträchtiger Zugang geschaffen. Dieser heutige Zugang besteht aus einem hohen Portal mit einem Tympanon darüber, das von Säulen gestützt wird. Durch dieses Tor gelangt man auf eine Loggia, die mit wertvollen Stuckarbeiten dekoriert ist. Innerhalb der Mauern gab es auch ein Karmelitenkloster mit benachbarter Kirche.
In der Folge des Niedergangs der Montecuccolis und anderer, verstörender Ereignisse wurde das Gebäude an Ingenieur Beush versteigert, der es in ein Hotel umbauen ließ.
Der Torre del Pubblico, durch den früher der Eingang zur Burg führte, hat einen quadratischen Grundriss, ein Korbbogenportal in Terrakotta und einen oben aufgesetzten Glockenstuhl mit Glocke aus dem 17. Jahrhundert. Das benachbarte Gebäude diente vermutlich als „Casella“, also als Ort, an dem Gemeindeversammlungen stattfanden.
In der Nähe der Burg liegt das Oratorio della Madonnina (dt.: Oratorium der kleinen Madonna), aufgebaut in einem Raum mit drei Nischen. In der mittleren befindet sich der einzige, vorhandene Altar. Lagerraum und Sakristei liegen seitlich des Eingangs. Auf der Kuppel sitzt eine kreisrunde Laterne. Im Inneren befinden sich drei Gräber der Markgrafen Montecuccoli Laderchi und zahlreiche Votivtafeln, die von Besuchern gefertigt wurden.
Die Familie Montecuccoli verehrte die Madonna di San Luca und aus diesem Grunde zeigt sich das Oratorium als Miniaturausgabe des Heiligtums von San Luca in Bologna.

## Weblinks und Quellen

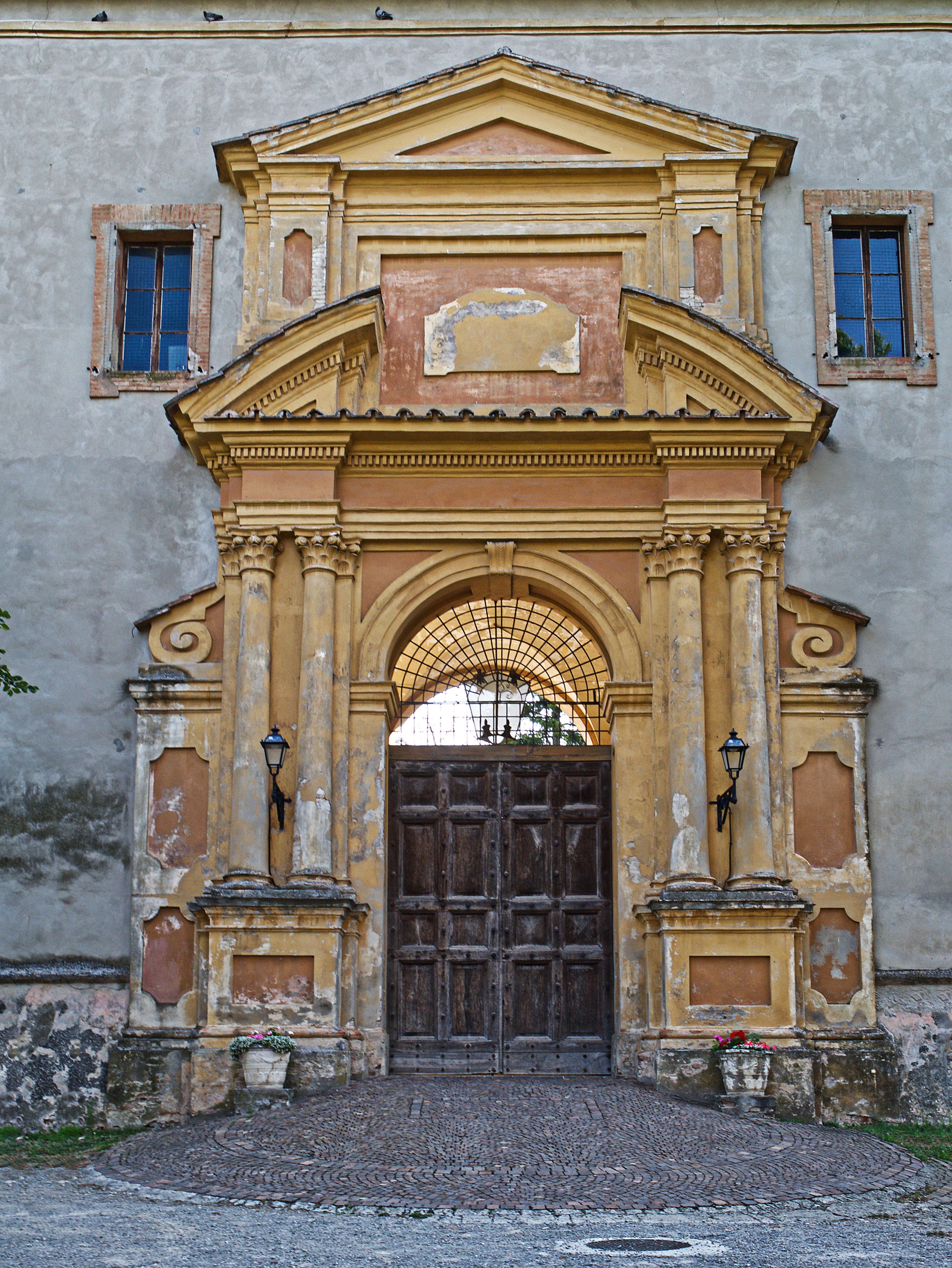
Heutiger Haupteingang zur Burg